# L'École des points vitaux
Albums de Sexion d'Assaut
L'Écrasement de tête
(2009) En attendant L'Apogée : les Chroniques du 75
(2011)
Singles
1. L'École des points vitaux
Sortie : 19 décembre 2009
2. Casquette à l'envers
Sortie : 2 février 2010
3. Changement d'ambiance
Sortie : 17 mars 2010
4. Désolé
Sortie : 12 avril 2010
5. Wati by Night
Sortie : 19 avril 2010
6. J'ai pas les loves
Sortie : 10 octobre 2010

L'École des points vitaux est le premier album studio du groupe de hip-hop Sexion d'Assaut sorti le 29 mars 2010.

## Historique
C'est Maître Gims qui signe la plupart des instrumentaux présents sur cet album.
En novembre 2010, l'album est certifié triple disque de platine en France. Il s'est vendu à près de 400 000 exemplaires.

## Liste des pistes
| 1.    | Intro (en résumé)                   | Maître Gims, Black M, Lefa, Barack Adama, JR O Crom, Doomams, Maska | Gibert Baluga                        | 7:11 |
| 2.    | Casquette à l'envers                | JR O Crom, Maître Gims, Black M, Lefa                               | Wati B                               | 4:44 |
| 3.    | Mon gars sûr                        | Maître Gims, JR O Crom, Black M, Lefa, Barack Adama                 | Wisla, Wati B                        | 4:41 |
| 4.    | L'école des points vitaux           | Black M, JR O Crom, Maître Gims, Lefa, Doomams, Maska, Barack Adama | Tosma, Wati B                        | 3:51 |
| 5.    | Ils appellent ça                    | Maître Gims, Doomams, Maska, Barack Adama, Black M                  | Wisla, Wati B                        | 5:01 |
| 6.    | Itinéraire d'un chômeur             | Lefa, Black M, JR O Crom                                            | Wisla, Wati B                        | 4:18 |
| 7.    | La drogue te donne des ailes        | Maître Gims, Maska, Black M                                         | Soulchildren, Wati B                 | 5:04 |
| 8.    | Tu l'as fait pour elle (feat. Klem) | Klem, Maître Gims, Lefa, Barack Adama, Black Mesrimes               | Wisla, Renaud Rebillaud, Wati B      | 4:07 |
| 9.    | Paname lève-toi                     | Maître Gims, Lefa, Doomams, L.I.O, JR O Crom                        | Wisla, Wati B                        | 4:13 |
| 10.   | Tel père tel fils                   | Barack Adama, Black M, Lefa                                         | Fleau, Wati B, David Krief           | 4:34 |
| 11.   | Rien n't'appartient (feat. Klem)    | Barack Adama, Maître Gims, Maska, Klem                              | Wisla, Wati B                        | 5:25 |
| 12.   | Changement d'ambiance               | Maître Gims, Barack Adama, Lefa, JR O Crom                          | Wisla, Wati B                        | 5:01 |
| 13.   | J'ai pas les loves                  | Doomams, Maître Gims, Barack Adama, Lefa, Black M                   | Wisla, Wati B                        | 5:37 |
| 14.   | Ça chuchote                         | Maître Gims, JR O Crom, Barack Adama, Lefa, Black M                 | Wisla, Wati B                        | 3:42 |
| 15.   | Wati by Night (feat. Dry)           | Black M, Dry, Maître Gims, Lefa                                     | Wisla, Wati B, Renaud Rebillaud, Dry | 4:09 |
| 16.   | Désolé                              | Maître Gims, Barack Adama, Lefa, Black M                            | Wisla, Wati B, Renaud Rebillaud      | 3:24 |
| 74:15 |                                     |                                                                     |                                      |      |

## Clips
- L'école des points vitaux (12 février 2010)
- Casquette à l'envers (22 mars 2010)
- Désolé (30 mai 2010)
- Changement d'ambiance (1er juin 2010)
- Wati by Night (29 septembre 2010)

## Classements hebdomadaire
| Pays                         | Meilleure position |
| ---------------------------- | ------------------ |
| Belgique (Wallonie Ultratop) | 5                  |
| France (SNEP)                | 2                  |
| Suisse (Schweizer Hitparade) | 37                 |

## Meilleures positions des pistes dans les classements
| Titre de la piste      |     |    |    |    |
| ---------------------- | --- | -- | -- | -- |
| Casquette à l'envers   | 15  | 36 | -  | -  |
| Ils appellent ça...    | 195 | -  | -  | -  |
| Tu l'as fait pour elle | 166 | -  | -  | -  |
| Rien n't'appartient    | 127 | -  | -  | -  |
| Changement d'ambiance  | 198 | -  | -  | -  |
| J'ai pas les loves     | 34  | -  | -  | -  |
| Wati by Night          | 5   | 40 | -  | -  |
| Désolé                 | 1   | 5  | 15 | 29 |